# Gentner Peak
Der Gentner Peak (chinesisch 紫雲山 Ziyun Shan) ist ein etwa 115 m (nach chinesischen Angaben 117 m) hoher Hügel an der Ingrid-Christensen-Küste des ostantarktischen Prinzessin-Elisabeth-Lands. Er ragt rund 2,8 km westlich der Law-Racoviță-Station in der Lied Promontory in den Larsemann Hills auf.
Das Antarctic Names Committee of Australia benannte ihn 1988 nach Neil Gentner, Dieselaggregatmechaniker auf der Davis-Station im Jahr 1986, der in jenem Jahr an der Errichtung des Vorgängers der Law-Racoviță-Station nach der Überquerung des Sørsdal-Gletschers beteiligt war. Die chinesische Benennung stammt dagegen aus dem Jahr 1993.